# マニュエラ・シャー
マニュエラ・シャー（Manuela Schär, 1984年12月5日 - ）は、スイスの車いす陸上競技選手。「マヌエラ・シェアー」等と表記される場合もある。

## 人物
9歳の時、ブランコの事故で背中に重傷を負い、対麻痺の障害が残った。1998年にノットウィルにあるスイスパラプレジックセンターで車いす陸上競技を始める。
2017年からはホンダのサポート選手となり、レーサー（競技用車いす）の提供等の技術的なサポートを受けている。
アスリートとして活動する一方で、スイス対麻痺協会（Swiss Paraplegics Association）の文化・レジャー部門で生活の20%は働いており、残りの週6日に練習を行っている。また、世界の恵まれない子どもたちにスポーツや遊びを通じて支援するチャリティー団体である「Right to Play」のアンバサダーを2015年から務めている。

## 競技成績
パラリンピックでは、アテネ大会に初めて出場し、100mで銅メダル、200mで銀メダルを獲得した。その後、東京大会まで5大会連続で出場している。
当初は短距離を中心にしていたが、北京大会の後に800mにも出場するようになり、ロンドン大会の後は主に中長距離やマラソンを専門とするようになった。
世界の主要な車いすマラソンの大会（東京、ボストン、ロンドン、ベルリン、シカゴ、ニューヨークシティ）で構成されるアボット・ワールドマラソンメジャーズでは、車いす女子選手として2018-19シーズン、2019-20シーズンで総合1位となった。
日本で行われた大会では、大分国際車いすマラソンで第33回大会（2013年）から第35回大会（2015年）までの3連覇を含む4回の優勝経験があり、第39回大会（2019年）では1時間35分42秒の世界記録を樹立した。また、東京マラソン（車いす（エリート））では2018年と2019年に優勝している。